# Аарон Копленд
Аарон Копленд (англ. Aaron Copland, 14 листопада 1900 — 2 грудня 1990) — американський композитор, піаніст, диригент.

## Біографія
Народився в Нью-Йорку в єврейській родині емігрантів з Литви. В 1921—1924 займався в американській консерваторії Фонтенбло, де зустрівся з Надею Буланже, яка стала його наставницею. В 1927 його концерт для фортепіано з оркестром виконав Сергій Кусевицький та Бостонський симфонічний оркестр, що викликало у публіці скандал через використання джазових елементів.
В 1928-1931 композитор вів концерти, на яких пропагував новітніх американських композиторів, в 1932—1933 керував Фестивалем сучасної музики, на яких виступав як піаніст, диригент і педагог. На президентських виборах 1936 Копленд підтримував комуністичну партію, за що був взятий на замітку ФБР і потрапив до «Чорного списку» Голлівуду. В цей же час Копленд цікавиться творчістю Веберна і Булеза, серійною технікою, разом з тим продовжуючи писати і в неокласичній манері.
На початку 1970-х композитор захворів хворобою Альцгеймера і припинив писати музику, хоча не залишає диригування до 1983. Помер у Норт Тарритаун, штат Нью-Йорк.

## Особисте життя
Музикознавець Говарт Поллак стверджує, що Копленд був геєм, і що композитор рано прийняв та зрозумів свою сексуальність. Як і багато хто в той час, Копленд оберігав свою приватність, особливо щодо своєї гомосексуальності. Він надав мало письмових подробиць про своє особисте життя, і навіть після Стоунволлських заворушень 1969 року не виявляв бажання «зізнатися у своїй гомосексуальності».

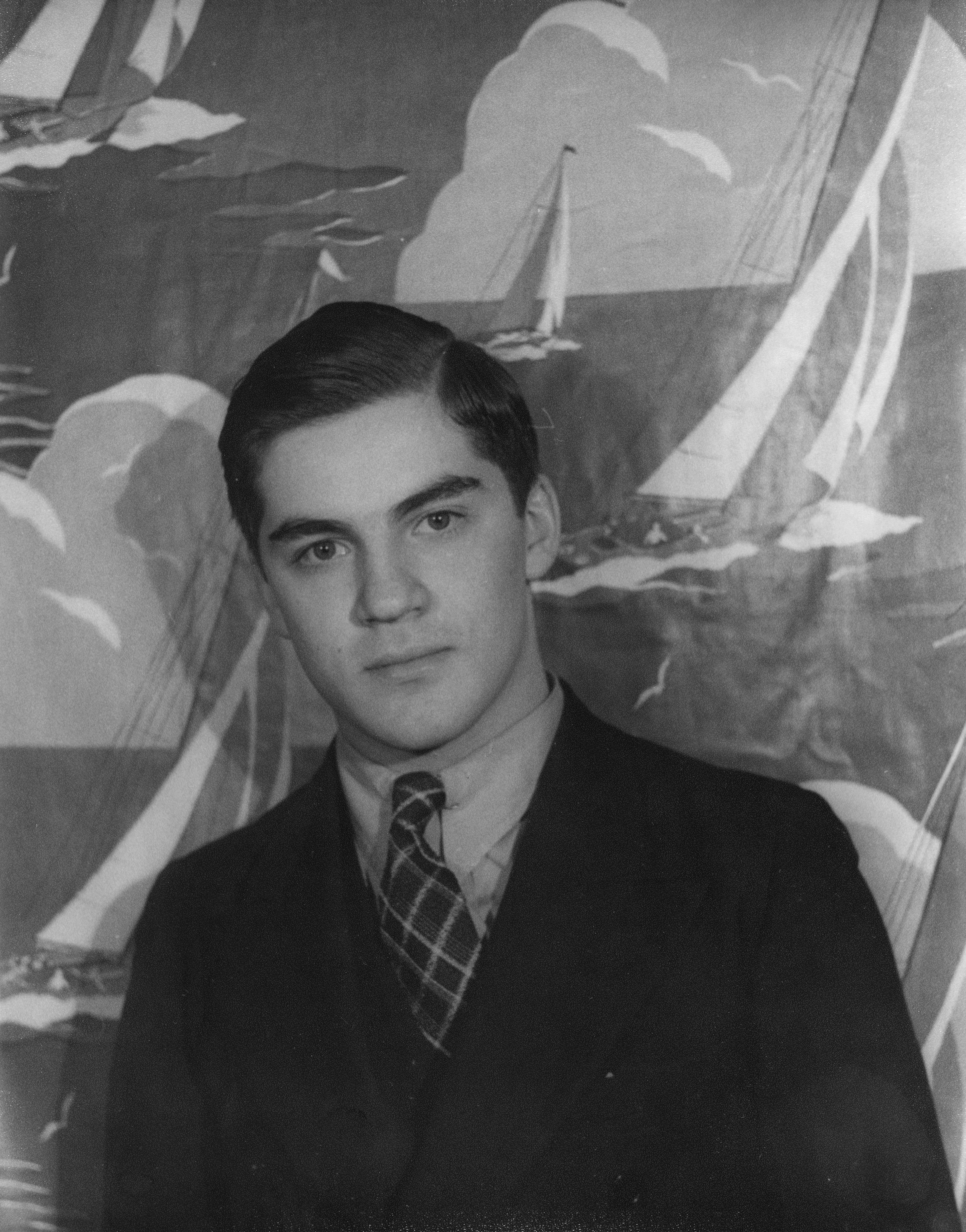
Віктор Крафт, 1935

Однак він був одним з небагатьох композиторів його рівня, що жив відкрито та подорожував зі своїми близькими. Зазвичай це були талановиті, молодші чоловіки, які займалися мистецтвом. Різниця у віці між ними та композитором збільшувалася з віком. Більшість стали близькими друзями за кілька років і, за словами Поллака, «залишалися основним джерелом спілкування». Серед любовних романів Копленда були романи з фотографом Віктором Крафтом, художником Елвіном Россом, піаністом Полом Муром, танцюристом Еріком Джонсом, композитором Джоном Бродбіном Кеннеді та художником Прентісом Тейлором.
Віктор Крафт (1915—1976) став постійною фігурою в житті Копленда, хоча їхній роман, можливо, закінчився до 1944 року. Коли композитор зустрів його в 1932 році спершу він був вундеркіндом-скрипалем, проте згодом Крафт покинув музику, щоб продовжити кар'єру фотографа, частково через наполягання Копленда. Крафт то залишав, то знову з'являвся в житті Копленда, часто приносячи з собою багато стресу, оскільки його поведінка ставала дедалі більш непередбачуваною, іноді конфронтаційною. Крафт став батьком дитини, якій Копленд пізніше заповів частину свого майна.

## Творчість

#### Сценічні твори
Опери:
- The Second Hurricane (1936)
- The Tender Land (1952—1954)

Балети:
- Grohg (1922—1925)
- Billy the Kid (1938)
- Rodeo (1942)
- Appalachian Spring для 13 инструментов (1943—1944)
- Dance Panels (1959—1962)

### Симфонічна музика
Симфонії:
- Симфонія для органа і оркестра (1924)
- Симфонія № 1 (1926—1928)
- Танцювальна симфонія (1930)
- Симфонія № 2, «Короткая» (1932—1933)
- Симфонія № 3 (1944—1946)
- Симфонічна ода для оркестру (1927—1929)

Інші твори
- Statements для оркестру (1932—1935)
- El Salon Mexico для оркестру (1936)
- Варіації для оркестру (1957)
- Три латиноамериканські скетчі для оркестру (1959—1971)
- Connotations для оркестру (1962)
- Inscape для оркестру (1967)

#### Концерти
- Концерт для фортепіано з оркестром (1926)
- Концерт для кларнета, струнного оркестру, арфи і фортепіано (1947—1948)

#### Вокальні твори
- 12 віршів Емілі Дікінсон (1950)
- Старі американські пісні (1952)

#### Музика до фільмів
- Про мишей та людей (1939, реж. Льюїс Майлстон)
- Спадкоємиця (1949, реж. Вільям Вайлер)